# 山下望
山下 望（やました のぞむ、1948年2月23日 - ）は、日本の俳優、声優。アンクル所属。

## 出演作品

### テレビドラマ
- NHK大河ドラマ（NHK）
  - 風と雲と虹と（1976年） - 興世王の兵
  - 獅子の時代（1980年） - 青年
  - 峠の群像（1982年） - 同心
  - 徳川家康（1983年） - 小者
- 家光が行く 第7回「晴姿日光道中」（1972年、NTV / ユニオン映画）
- 刑事くん 第3部 第23話「ハダカになれば…」（1973年、TBS / 東映）
- 白い牙 第24話「復讐の呼び声」（1974年、NTV / 大映テレビ）
- 華麗なる一族 （1974年、NET / 毎日放送）
- おんな浮世絵・紅之介参る! 第2話「女売ります」（1974年、NTV / ユニオン映画）
- 太陽にほえろ! 第129話「今日も街に陽が昇る」（1975年、NTV / 東宝）
- 前略おふくろ様 第13回（1976年、NTV） - 呼び込みの男
- 同心部屋御用帳 江戸の旋風 第3シリーズ 第3話「兇党の息子」（1977年、CX / 東宝）
- 岸壁の母（1977年、TBS / 松竹） - 工場の寮に出入りする業者
- 俺たちは天使だ!（1979年、NTV / 東宝）
  - 第13話「運が悪けりゃ死刑台」
  - 第15話「運が悪けりゃ劇的最期」
  - 第16話「運が良ければキャンピング」
  - 第20話「運が良ければ別れも愉し」
- 男子の本懐（1981年、NHK）
- 煙が目にしみる（1981年、NHK）
- セーラー服と機関銃 第7話「殺人犯にくちづけを!」（1982年、CX）
- 勇者は語らず 第4回「あした、生きるために」（1983年、NHK）

### テレビアニメ
- 母をたずねて三千里
- 新ドン・チャック物語（カチンコ〈2代目〉）
- グロイザーX（ゲン）

### 特撮
- イナズマンF（ジェットデスパー2号の声）